# Eleccions generals d'Irlanda del Nord de 1969
Les eleccions generals d'Irlanda del Nord de 1969 es van celebrar el 24 de febrer de 1969. Tot i la incontestable victòria del Partit Unionista de l'Ulster (PUU) de Terence O'Neill, per primer cop els unionistes es presentaren dividits. Alhora, el moviment dels catòlics irlandesos a favor dels drets civils començava a prendre cos i provocarà els primers aldarulls i la dimissió d'O'Neill.

## Resultats
| Partit                      | Líder             | Vot popular | %     | Escons | Canvi (de 1969) |
| Partit Unionista            | Terence O'Neill   | 269.501     | 48,2% | 36     |                 |
| Unionistes independents     |                   | 86.052      | 15,6% | 3      | +3              |
| Laboristes                  | Tom Boyd          | 45.113      | 8,1%  | 2      |                 |
| Nacionalistes               | Eddie MacAteer    | 42.305      | 7,6%  | 6      | -3              |
| National Democrats          | Ciaran McKeown    | 26.009      | 4,6%  | 0      | -1              |
| People's Democracy          | Benardette Devlin | 23.645      | 4,2%  | 0      |                 |
| Independent                 |                   | 21.977      | 3,9%  | 3      | +2              |
| Partit Unionista Protestant | Ian Paisley       | 20.991      | 3,8%  |        |                 |
| Partit Republicà Laborista  | Gerry Fitt        | 13.115      | 2,4%  | 1      |                 |
| Liberals                    | Albert McElroy    | 7.337       | 1,3%  | 0      | -1              |
| Progressive's Party         |                   | 2.992       | 0,5%  | 0      |                 |